# Moulès-et-Baucels
Moulès-et-Baucels é uma comuna francesa na região administrativa de Occitânia, no departamento de Hérault. Estende-se por uma área de 22,78 km². Em 2010 a comuna tinha 898 habitantes (densidade: 39,4 hab./km²).